# Fangorn (bos)
Het Fangornwoud is een groot fictief woud in de fictieve wereld Midden-aarde van J.R.R. Tolkien. Het woud wordt geregeerd door de Enten, met als leider Boombaard (Fangorn in het Sindarijns). Tegen het einde van de Derde Era was het Fangorn-woud samen met het Demsterwold, het Drúadanwoud, de bossen van Eryn Vorn en het Oude Woud het laatste overblijfsel van de oerbossen van het westen van Midden-aarde. In de Tweede Era hadden de Númenoreanen de wouden van Eriador namelijk omgehakt voor hun vloten.
Galadriel waarschuwde Het Reisgenootschap dit woud niet te betreden. Meriadoc Brandebok (Merijn) en Peregrijn Toek (Pepijn) zagen echter geen andere uitweg dan het bos in te vluchten na hun ontsnapping aan de Uruk-hai tijdens de aanval door de Rohirrim. Aragorn, Legolas en Gimli volgden hierna hun spoor. Zij ontmoetten daar Gandalf (Gandalf de Witte). Hij vertelde hen dat Merijn en Pepijn in de goede handen van Boombaard waren.
Na het verhaal van Merijn en Pepijn en de daaropvolgende Entmoet, kwam heel Fangorn in beweging. Het bos was woedend want Saruman had heel veel bomen gekapt en daarbij waren ook heel veel vrienden van Boombaard: Enten, Huorns en andere bomen. De Enten vielen vanuit de rug Isengard aan. Zij hadden succes, want de verdediging van Isengard was zwak. Saruman vluchtte samen met Gríma Slangtong in de toren van Orthanc. Uiteindelijk kwamen hier de overgebleven Rohirrim van de strijd in Helmsdiepte, koning Théoden, Éomer en een paar van het Ringreisgenootschap, om Saruman zijn macht uit handen te nemen. Ondertussen hielpen de Huorns ook bij de strijd van Helmsdiepte waar zij een belangrijke rol speelden.
Zo hadden zij uiteindelijk met behulp van de Rohirrim Isengard omvergeworpen en zo bleef het woud tot in de Vierde Era het domein van de Enten.